# Tatjana Kosintseva
Tatjana Anatoljeva Kosintseva (Russisch: Татьяна Анатольевна Косинцева) (Archangelsk, 11 april 1986) is een Russische schaakster. Ze is een FIDE grootmeester bij de dames (WGM). Haar oudere zus Nadezjda is schaakgrootmeester.
- Op de lijst van de beste twintig schaaksters stond ze in 2004 op de zesde plaats. In 2004 werd ze in Kazan kampioene van Rusland, Aleksandra Kostenjoek eindigde als tweede.
- In 2004 nam ze met het Russische vrouwenteam deel aan de 36e Schaakolympiade in Calvià; het team eindigde op de derde plaats.
- In mei 2005 werd in Samara het kampioenschap van Rusland bij de dames gespeeld dat met 9 punten uit 11 ronden gewonnen werd door Aleksandra Kostenjoek. Kosintseva eindigde met 8 punten op de tweede plaats terwijl Jekaterina Kovalevskaja met 7.5 punt derde werd.
- In juli 2005 werd in Krasnotoerinsk (Rusland) het dames supertoernooi North Urals Cup 2005 gespeeld dat met zes punten uit negen ronden gewonnen werd door de Indiase grootmeester bij de dames Humpy Koneru. Na de tie-break werd de Chinese grootmeester bij de dames Xu Yuhua tweede met 5.5 punt terwijl de Russin Aleksandra Kostenjoek (ook grootmeester) met 5.5 punt derde werd. Tatjana Kosintseva werd vijfde met 4.5 punt.
- In 2007, 2009 en 2011 maakten zij en haar zus Nadezjda deel uit van het Russische vrouwenteam bij het Europees schaakkampioenschap voor landenteams; het team eindigde als eerste bij alle drie de gelegenheden.
- In 2012 werd ze tweede bij de vrouwen op het Europees kampioenschap schaken.

## Galerij

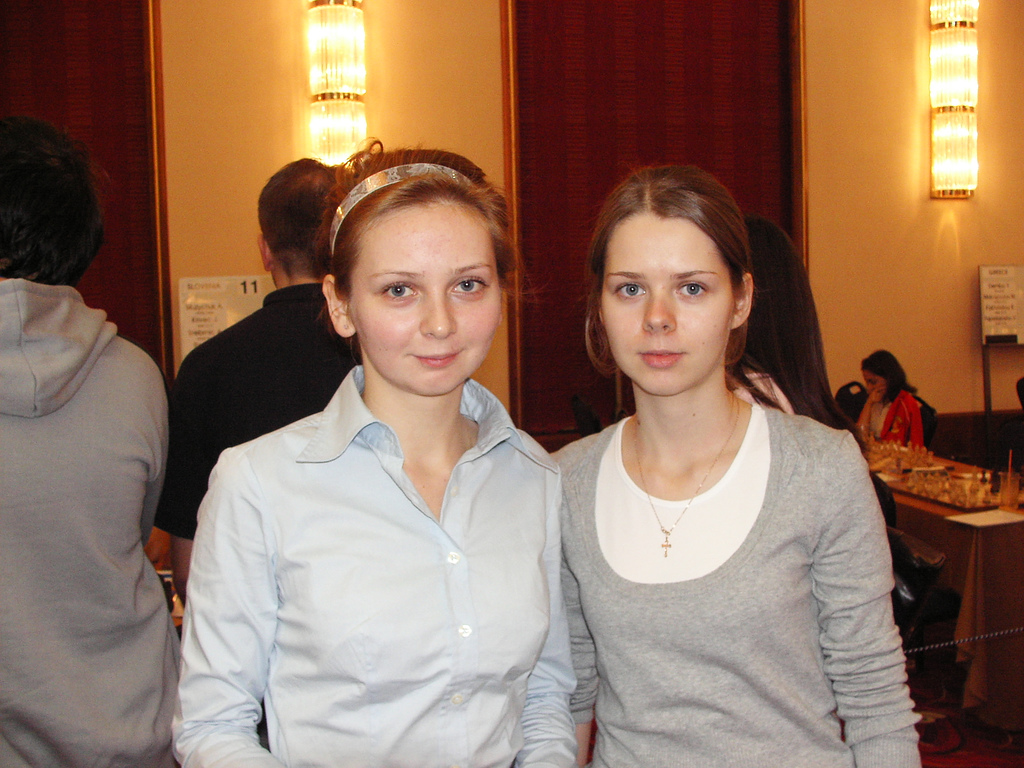
Zusjes Kosintseva: Nadezhda en Tatjana
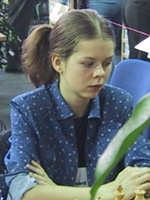
Tatjana Kosintseva (foto Ard van Beek)
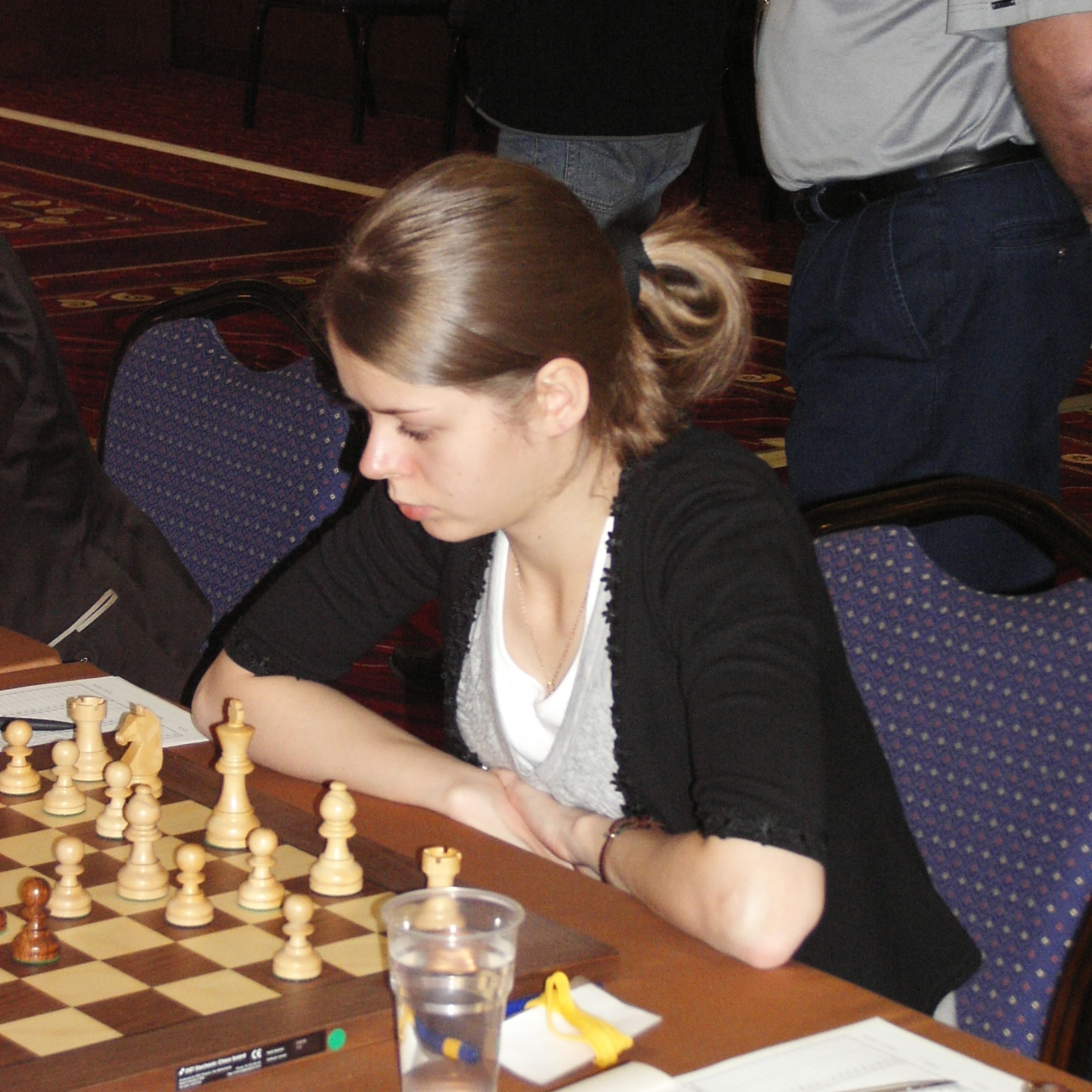
Tatjana Kostintseva
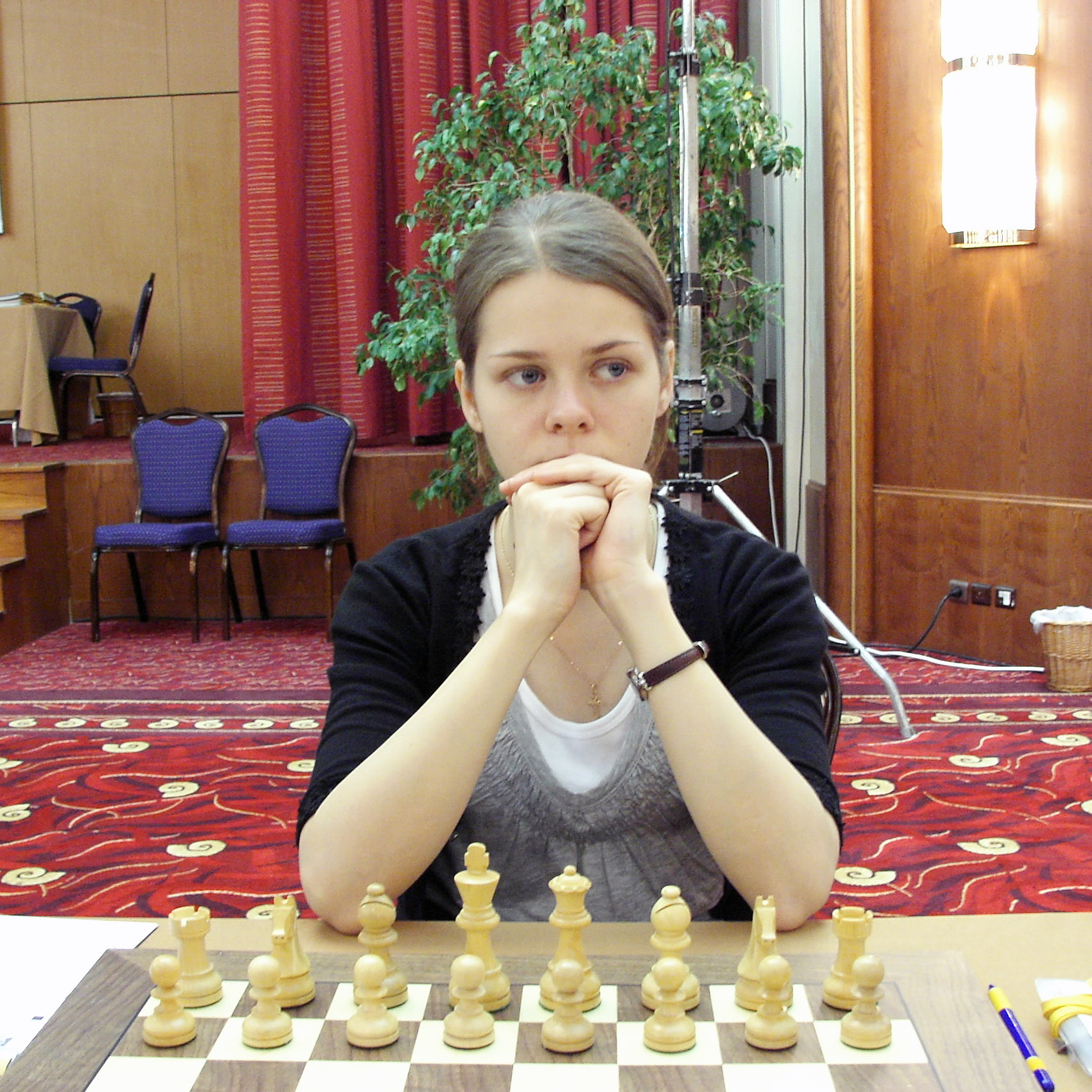
Tatjana Kostintseva